# Spea intermontana
A Spea intermontana a kétéltűek (Amphibia) osztályának békák (Anura) rendjébe és a lapátlábúbéka-félék (Scaphiopodidae) családjába, azon belül a Spea nembe tartozó faj.

## Előfordulása
A Spea intermontana Észak-Amerika nyugati részén a Nagy medencében, északra Idaho déli részétől és a kanadai Brit Columbiától délre Kalifornia keleti részéig, Arizona északi részéig és Új-Mexikó északkeleti részéig, keletre Colorado nyugati részéig és Wyoming délnyugati részéig honos.

## Megjelenése
Kis termetű békafaj, lába rövid és zömök, függőleges „macskaszemű” pupillája van, és mindkét hátsó lába alján egy-egy fekete, keratinizált ásó található, melyet a földbe ásáshoz használ. Bőre viszonylag sima. A nőstények valamivel nagyobbak, mint a hímek. Megkülönböztető jegyei közé tartozik az enyhén felfelé fordított tömpe orr a szemek közötti kiemelkedő kallusz vagy dudor, és egy sötétbarna vagy narancssárga folt mindkét felső szemhéjon. A hátszíne hasonló a többi Spea és Scaphiopus fajéhoz: általában barna, szürke vagy olajzöld alapon sötét foltokkal tarkított, világos középpontú foltokkal. Az alapszín változó. A hasa világosszürke, fehér vagy krémszínű.

## Életmódja
A Spea intermontana opportunista, váratlan szaporodó, jól alkalmazkodott az általa lakott magasan fekvő sivatagi területekre jellemző kiszámíthatatlan és általában zord évszakokhoz. A hímek hangos hívással vonzzák a nőstényeket és valószínűleg más hímeket is az ideiglenes pocsolyákhoz és medencékhez, ahol a szaporodás zajlik. A hímek nem territoriálisak, csapatokba gyűlve, részben víz alá merülve hívogatják a nőstényeket. A szaporodás után a kifejlett egyedek a föld alatt eltűnnek, és a hátsó lábukon lévő ásókkal hátrafelé beássák magukat a talajba, elkerülve ezzel a száraz sivatagi levegőben a párolgási vízveszteséget.
A nőstény a petéket a víz alatt 10-40 darabos csomókban rakja le, a növényzet és a rendelkezésre álló aljzat típusától függően sík alakban, rövid zsinórok vagy golflabda méretű csomók formájában. Az ebihalak a helyi környezeti viszonyoktól függően lehetnek növényevők vagy húsevők. A húsevő változatnak hatalmas a feje, nagy állkapocs-összehúzó izmai és éles, keratinos csőre van a hús tépésére és vágására. Az ebihalak gyorsan fejlődnek, hogy elkerüljék a kiszáradást a gyorsan kiszáradó ideiglenes medencékben

## Természetvédelmi helyzete
A vörös lista a nem fenyegetett fajok között tartja nyilván. Populációja stabil. A faj számára a mezőgazdaság és a közlekedés jelent veszélyt. 